# HD 93403
HD 93403 är en dubbelstjärna belägen i den mellersta delen av stjärnbilden Kölen. Den har en kombinerad skenbar magnitud av ca 7,27 och kräver åtminstone en stark handkikare för att kunna observeras. Baserat på parallaxmätning inom Hipparcosuppdraget på ca 1,2 mas, beräknas den befinna sig på ett avstånd på ca >10 000 ljusår (ca 3 200 parsek) från solen. Den rör sig bort från solen med en heliocentrisk radialhastighet på ca 15 km/s.

## Egenskaper
Primärstjärnan HD 93403 A är en blå till vit superjättestjärna av spektralklass O5.5 I Den har en massa som är ca 69 solmassor, en radie som är ca 24 solradier och har ca 1 050 000 gånger solens utstrålning av energi från dess fotosfär vid en effektiv temperatur av ca 39 300 K. Stjärnan uppvisar Struve-Sahade-effekten, där styrkan hos de enskilda stjärnornas spektrallinjer varierar under omloppet. Den har också kolliderande stjärnvindar som genererar röntgenstrålning och icke-termisk radiostrålning.
HD 93403 är en spektroskopisk dubbelstjärna bestående av två ljusstarka, heta blå stjärnor. Spektraltypen verkar vara O5.5III, men den består av två spektra från en blå superjätte och en blå stjärna i huvudserien av spektraltyp O5.5 I respektive O7 V. De två stjärnorna har en omloppsperiod av 15,093 dygn och en separation som varierar från 93 till 149 solradier.